# Vrbnik (Vrbnik)
Vrbnik (deutsch Vörbnick, italienisch Verbenico) ist ein Ort im Osten der Insel Krk, Kroatien. Der Hauptort der Gemeinde Vrbnik liegt auf einem Fels, der steil ins Meer abfällt.

## Geschichte

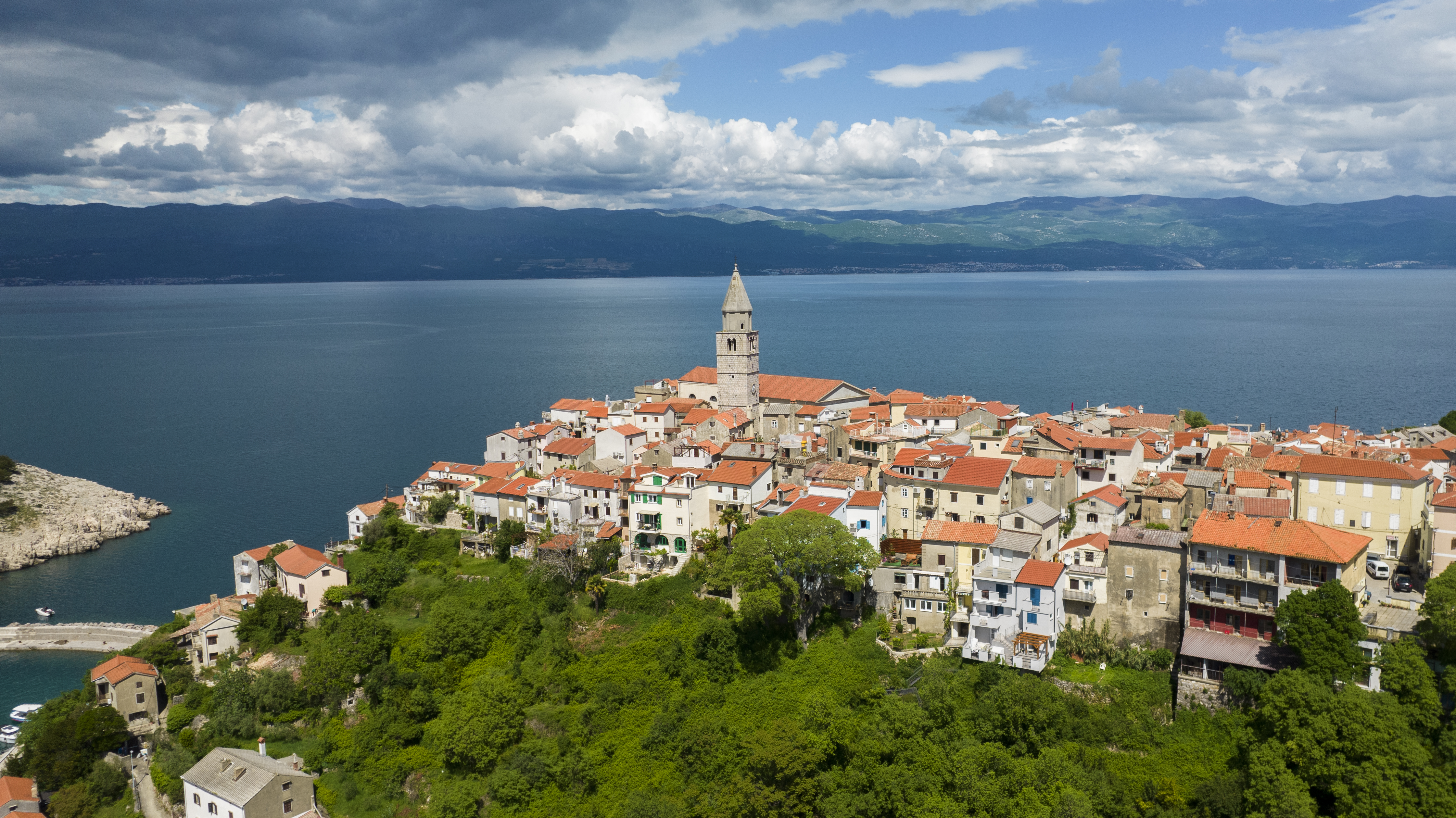
Vrbnik

Schon in vorgeschichtlicher und römischer Zeit war der Ort besiedelt. Im Jahr 1100 wurde Vrbnik erstmals urkundlich erwähnt und erhielt 1388 ein Statut, dessen in glagolitischer Schrift verfasste Abschrift erhalten ist. Die Stadt wurde Bollwerk der Fürsten von Krk, die in Vrbnik viele steinerne Spuren hinterlassen haben. Aufgrund der Nutzung der glagolitischen Schrift und der altkirchenslawischen Sprache, der Pflege des Schrifttums und der Literatur kann man Vrbnik als Hochburg der „Glagolismus“-Bewegung bezeichnen, die den slawischen Widerstand gegen die von Byzanz und Rom kontrollierte Geistlichkeit organisierte.

## Sehenswürdigkeiten
Kirchen und Kapellen aus verschiedenen Epochen sind im Ortskern angesiedelt: Die Kapelle Sv. Ivana Krstitelja aus dem frühen 14. Jahrhundert, die gotische Kirche aus dem 15. Jahrhundert, die Kapelle Sv. Marije od Uznesnja aus dem Jahr 1505, und einige mehr. Im Zentrum der Altstadt wird die Silhouette durch den Glockenturm aus venezianischer Zeit geprägt.
Zu der 150 Bände zählenden Bibliothek des Dinko Vitezić Vrbničanin gehören neben Handschriften aus dem 14. und 15. Jahrhundert der „Atlas Scholasticus et Itinerarius“ von G. D. Kochler, der 1748 in Nürnberg gedruckt wurde.

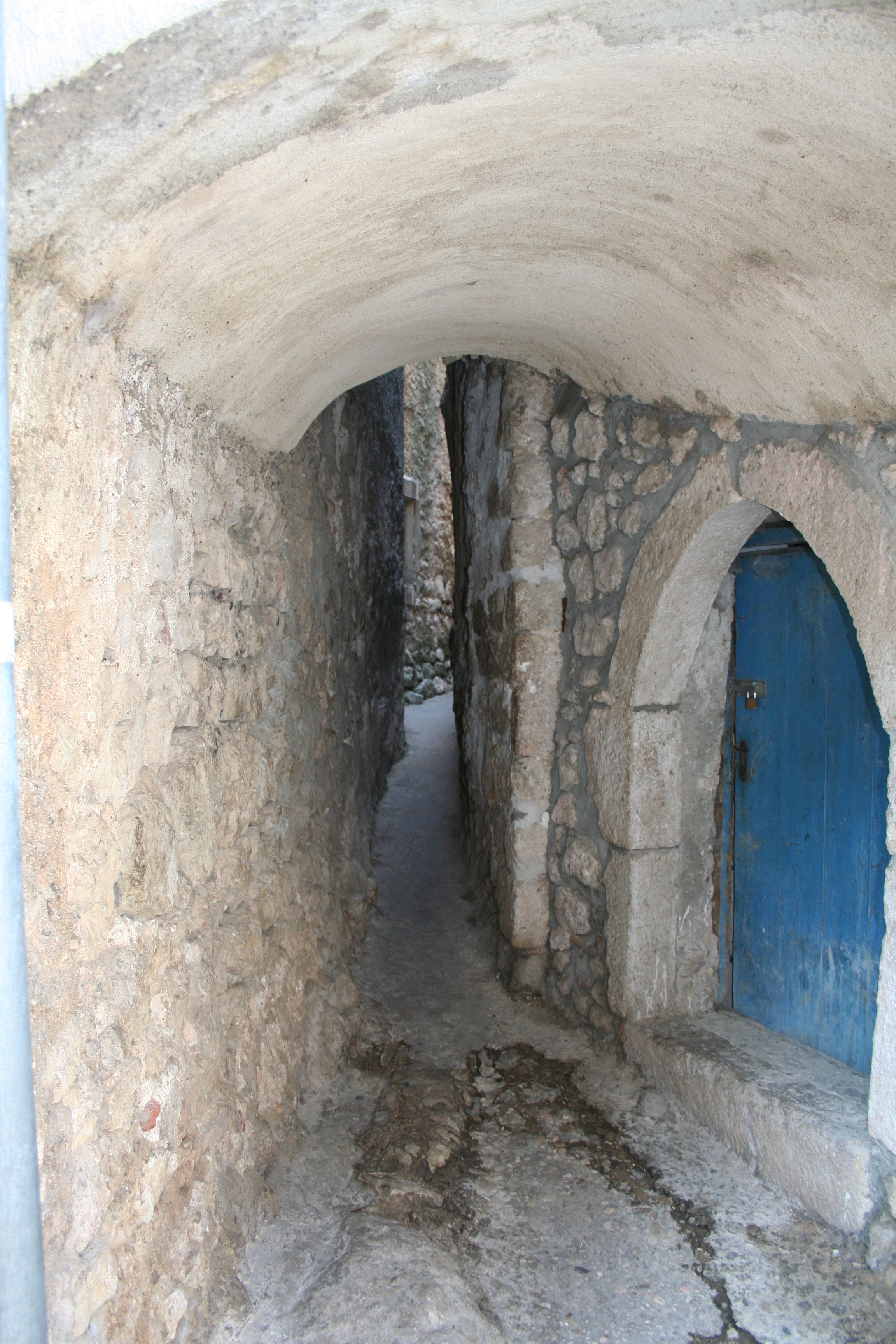
Gasse Klančić

Die Gasse Klančić (dt.: Engpass) galt mit ihren knapp 43 Zentimetern lange als die engste Gasse der Welt.

## Fotos

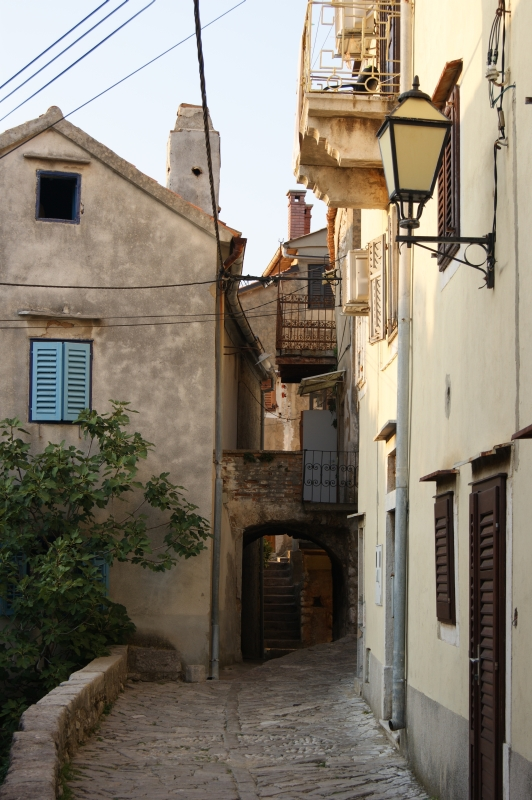
In der Altstadt von Vrbnik
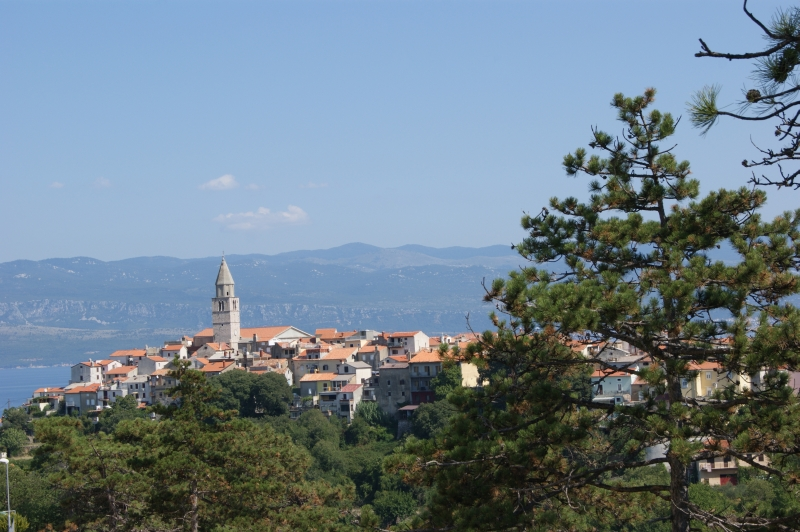
Westansicht der Altstadt von Vrbnik
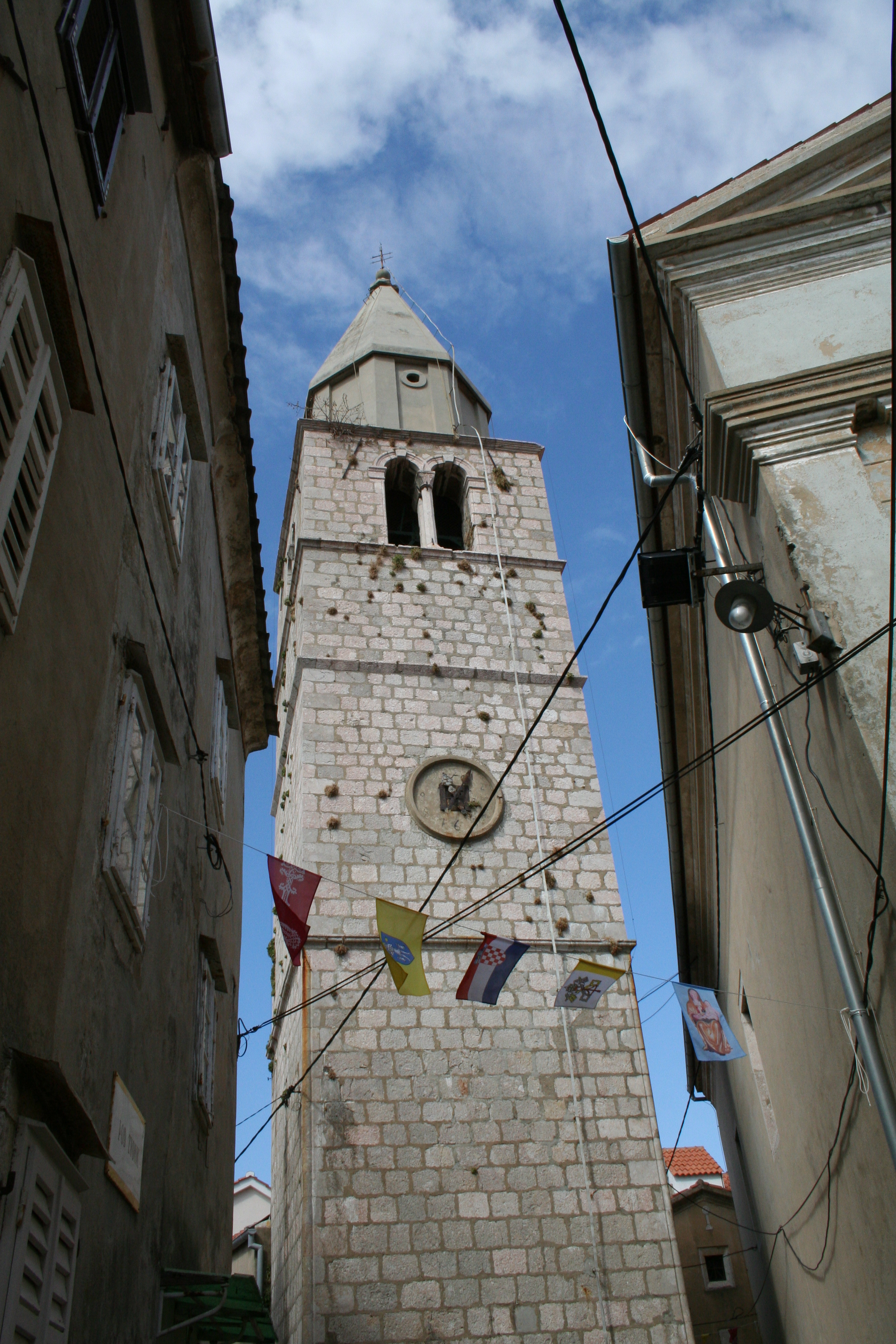
Glockenturm von Vrbnik
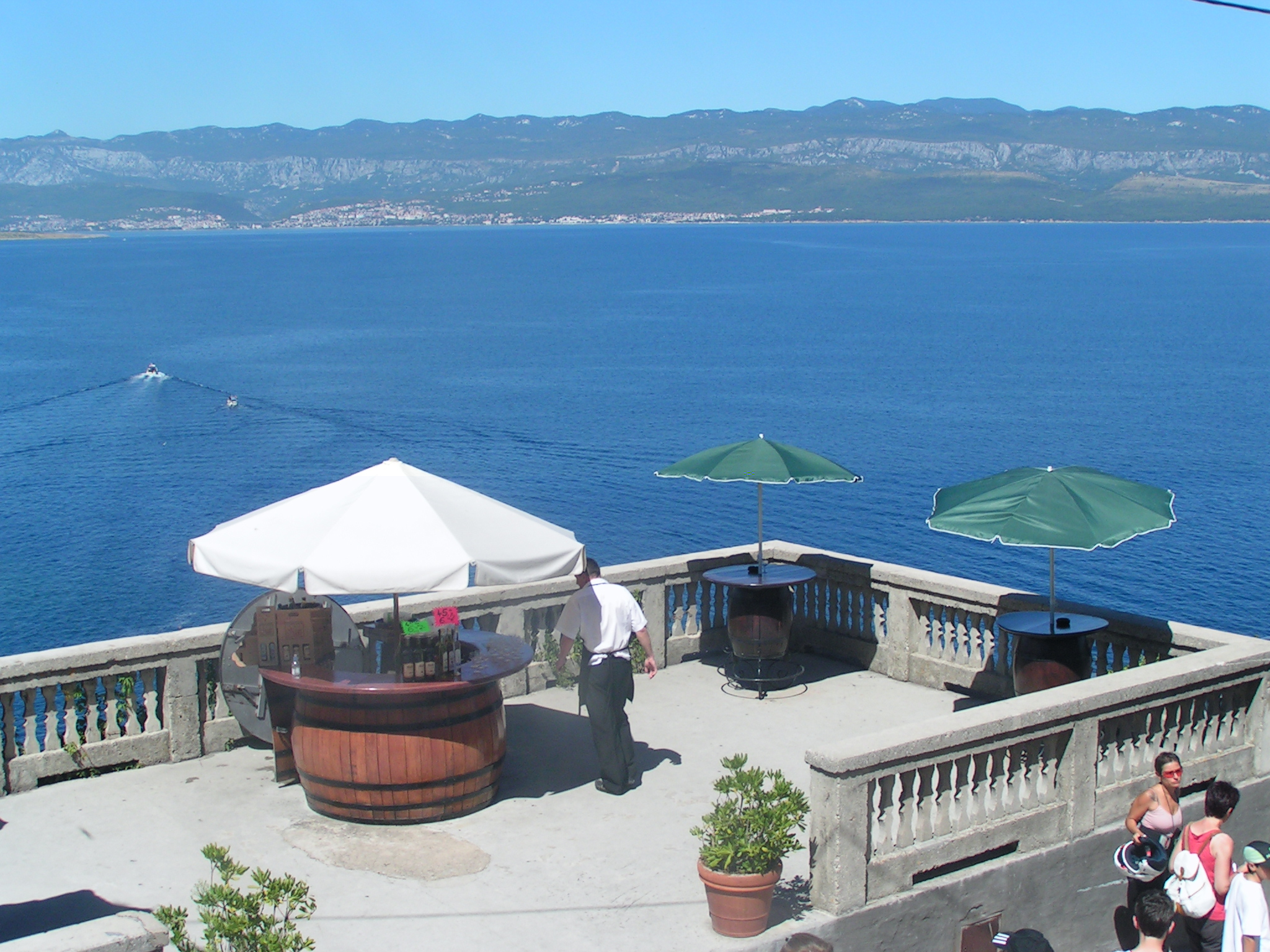
Blick auf das gegenüberliegende Festland
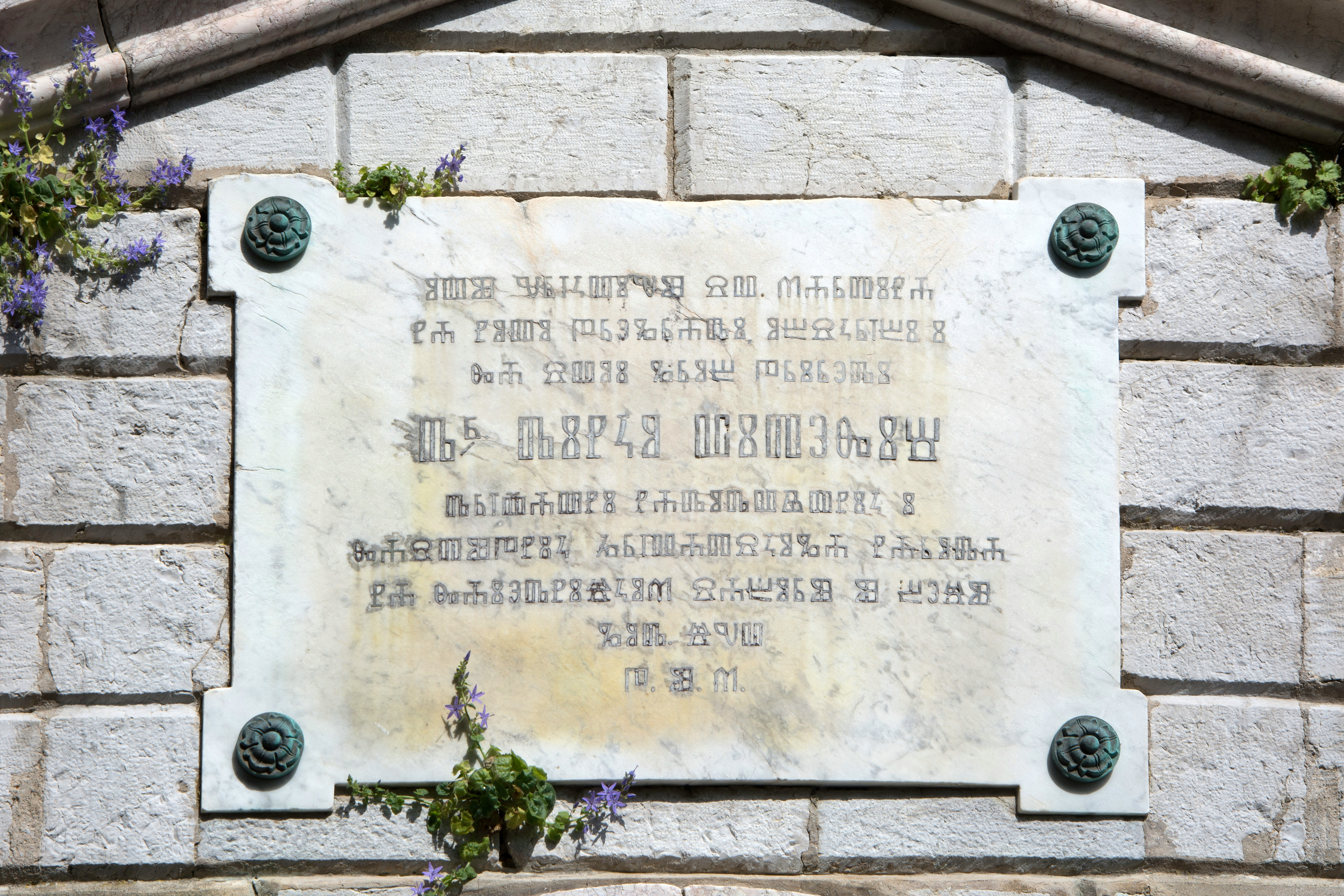
Glagolitische Inschrift auf einer Kapelle in Vrbnik